# All-Star Game de la NBA 1972
El 22º All-Star Game de la NBA de la historia se disputó el día 18 de enero de 1972 en el Forum de la ciudad de Inglewood, California. El equipo de la Conferencia Este estuvo dirigido por Tom Heinsohn, entrenador de Boston Celtics y el de la Conferencia Oeste por Bill Sharman, de Los Angeles Lakers. La victoria correspondió al equipo del Oeste, por 112-110, siendo elegido MVP del All-Star Game de la NBA el base de los Lakers Jerry West, que consiguió 13 puntos, 6 rebotes y 5 asistencias, anotando además el lanzamiento decisivo sobre la bocina desde 6 metros. Fue el máximo anotador de su equipo, empatado con Connie Hawkins, de los Phoenix Suns. Por el Este destacó el pívot de Boston Dave Cowens, quien jugó mejor que sus contrincarios, los gigantes Wilt Chamberlain y Kareem Abdul-Jabbar, consiguiendo además la canasta que empataba el partido a 110 a 11 segundos del final. Acabó el encuentro con 14 puntos, uno menos que su compañero de equipo John Havlicek.

## Estadísticas

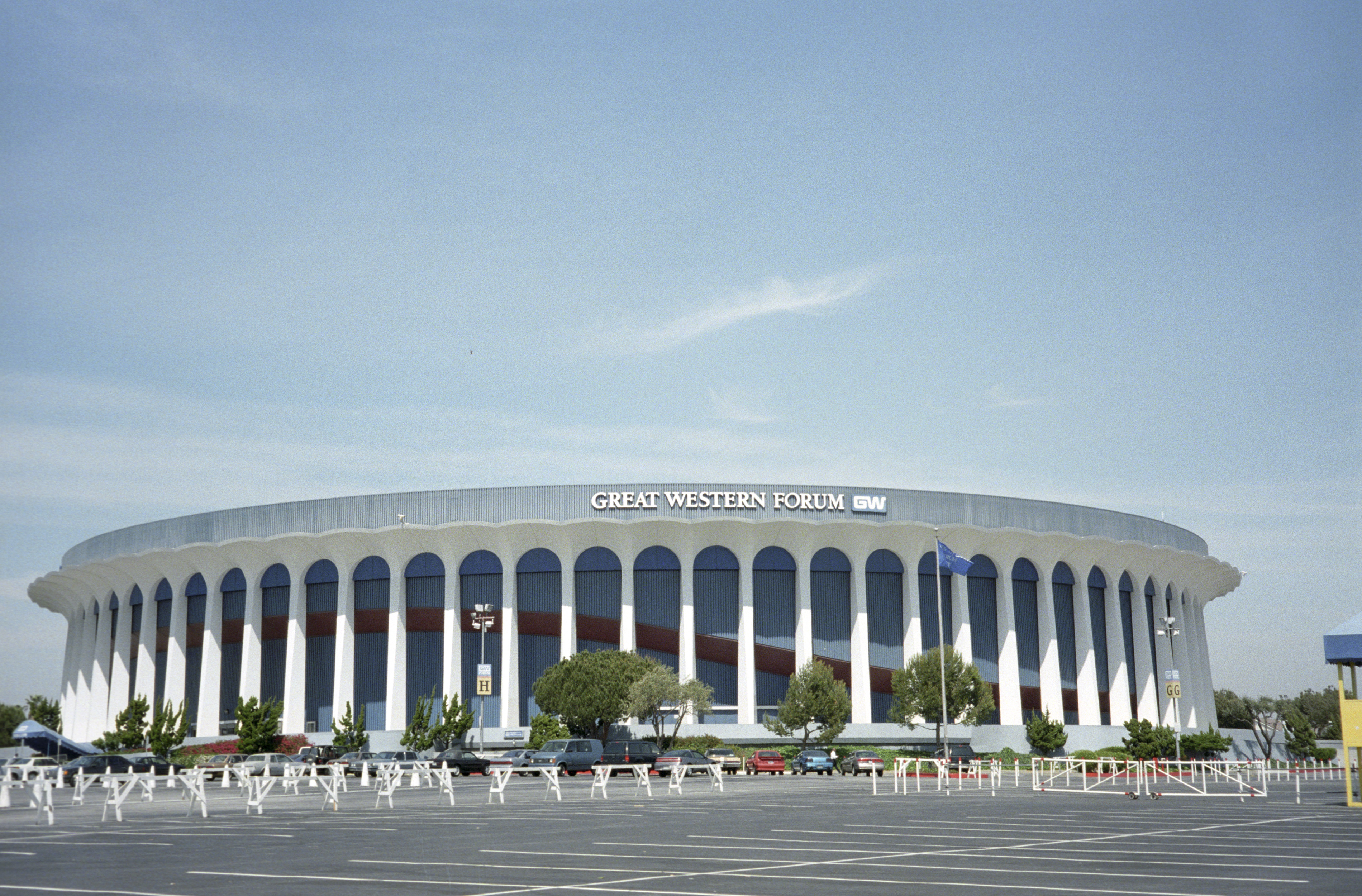
El Forum de Inglewood, sede del All-Star de 1972.

### Conferencia Oeste
| CONFERENCIA OESTE              |     |     |     |     |     |     |     |     |
| Jugador, Equipo                | MIN | TCA | TCI | TLA | TLI | REB | AST | PTS |
| Bob Love, Chicago              | 16  | 4   | 11  | 0   | 2   | 6   | 0   | 8   |
| Spencer Haywood, Seattle       | 25  | 4   | 10  | 3   | 4   | 7   | 1   | 11  |
| Kareem Abdul-Jabbar, Milwaukee | 19  | 5   | 10  | 2   | 2   | 7   | 2   | 12  |
| Gail Goodrich, Los Angeles     | 14  | 2   | 7   | 0   | 0   | 1   | 2   | 4   |
| Jerry West, Los Angeles        | 27  | 6   | 9   | 1   | 2   | 6   | 5   | 13  |
| Oscar Robertson, Milwaukee     | 24  | 3   | 9   | 5   | 10  | 3   | 3   | 11  |
| Cazzie Russell, Golden State   | 20  | 4   | 13  | 2   | 2   | 1   | 0   | 10  |
| Paul Silas, Phoenix            | 15  | 0   | 6   | 2   | 3   | 9   | 1   | 2   |
| Jimmy Walker, Detroit          | 16  | 4   | 9   | 2   | 5   | 2   | 1   | 10  |
| Connie Hawkins, Phoenix        | 14  | 5   | 7   | 3   | 4   | 4   | 0   | 13  |
| Elvin Hayes, Houston           | 11  | 1   | 6   | 2   | 2   | 2   | 0   | 4   |
| Wilt Chamberlain, Los Angeles  | 24  | 3   | 3   | 2   | 8   | 10  | 3   | 8   |
| Bob Lanier, Detroit            | 5   | 0   | 2   | 2   | 3   | 3   | 0   | 2   |
| Sidney Wicks, Portland         | 10  | 2   | 5   | 0   | 0   | 2   | 0   | 4   |
| Totales                        | 240 | 43  | 107 | 26  | 47  | 63  | 18  | 112 |

MIN: Minutos. TCA: Tiros de campo anotados. TCI: Tiros de campo intentados. TLA: Tiros libres anotados. TLI: Tiros libres intentados. REB: Rebotes. AST: Asistencias. PTS: Puntos

### Conferencia Este
| CONFERENCIA ESTE               |     |     |     |     |     |     |     |     |
| Jugador, Equipo                | MIN | TCA | TCI | TLA | TLI | REB | AST | PTS |
| John Havlicek, Boston          | 24  | 5   | 13  | 5   | 5   | 3   | 5   | 15  |
| Billy Cunningham, Philadelphia | 24  | 4   | 13  | 6   | 8   | 10  | 3   | 14  |
| Dave Cowens, Boston            | 32  | 5   | 12  | 4   | 5   | 20  | 1   | 14  |
| Lou Hudson, Atlanta            | 18  | 2   | 7   | 2   | 2   | 3   | 3   | 6   |
| Walt Frazier, New York         | 25  | 7   | 11  | 1   | 2   | 3   | 5   | 15  |
| John Johnson, Cleveland        | 3   | 0   | 2   | 0   | 0   | 1   | 0   | 0   |
| Bob Kauffman, Buffalo          | 7   | 1   | 1   | 0   | 0   | 1   | 1   | 2   |
| Jack Marin, Baltimore          | 15  | 5   | 8   | 1   | 1   | 0   | 1   | 11  |
| Wes Unseld, Baltimore          | 16  | 1   | 5   | 0   | 0   | 7   | 1   | 2   |
| Tom Van Arsdale, Cincinnati    | 4   | 0   | 1   | 0   | 0   | 1   | 0   | 0   |
| Jo Jo White, Boston            | 18  | 6   | 15  | 0   | 2   | 4   | 3   | 12  |
| Butch Beard, Cleveland         | 7   | 1   | 4   | 1   | 1   | 1   | 0   | 3   |
| Archie Clark, Baltimore        | 21  | 2   | 5   | 4   | 4   | 1   | 6   | 8   |
| Dave DeBusschere, New York     | 26  | 4   | 8   | 0   | 0   | 11  | 0   | 8   |
| Totales                        | 240 | 43  | 105 | 24  | 30  | 66  | 26  | 110 |

MIN: Minutos. TCA: Tiros de campo anotados. TCI: Tiros de campo intentados. TLA: Tiros libres anotados. TLI: Tiros libres intentados. REB: Rebotes. AST: Asistencias. PTS: Puntos